# 鶴岡慎也
鶴岡 慎也（つるおか しんや、1981年4月11日 - ）は、鹿児島県肝属郡高山町（現：肝付町）出身の元プロ野球選手（捕手、右投右打）、野球解説者・野球評論家。

## 経歴

### プロ入り前
肝付町立高山小学校時代は、高山ソフトボールスポーツ少年団に所属し投手だった。
高山中学ではボーイズリーグ・鹿屋ベイスターズで硬式野球を始め、投手を希望していたが監督により捕手へと転向させられた（断って投手を続けていたらプロにはなれなかったと振り返っている）。捕手として全国大会で準優勝を経験。
樟南高校では捕手として甲子園に2度出場。同級生に上野弘文、1年下に青野毅がいる。2年の時、1998年は第70回選抜高等学校野球大会に出場したが1回戦でPL学園に敗れた。夏は鹿児島大会準決勝で鹿児島実業高等学校の杉内俊哉に1失点で完投され、ベスト4。
3年の時の1999年は主将を務め、夏の鹿児島大会では枕崎高校との準決勝で逆転打を含む2本の三塁打で活躍。鹿児島実業との決勝戦では、エースを1失点完投勝利に導き甲子園出場を決めた。第81回全国高等学校野球選手権大会では秋田高校との1回戦で甲子園初本塁打を記録、準決勝の桐生一高（群馬県代表）戦で、後に日本ハムでチームメイトとなる正田樹と対戦したもののチームは敗れ、ベスト4。全日本選抜チームとして出場した高校日米親善大会では、正田とバッテリーを組んだ。
高校卒業後は社会人野球の三菱重工横浜へ進み3番打者を任され、後に日本ハムでチームメイトとなる石井裕也とバッテリーを組んだ。
2001年に日本ハムの入団テストを受けようとしたが、社会人野球高卒なら3年ルールを勘違いし、1年足りなかった為、受けさせてもらえなかった。
2002年に再び日本ハムの入団テストを受けて合格し11月20日、2002年度プロ野球ドラフト会議にて日本ハムファイターズから8巡目指名を受け、入団。同クラブでは1993年の石井貴以来のプロ野球選手となった。なお、同年には日本ハム以外に福岡ダイエーホークスの入団テストも受けていた。

### 第一次日本ハム時代
プロ1年目の2003年シーズンは、イースタン・リーグで45試合に出場し打率.231、2本塁打だった。
2004年シーズンは、5月23日のイースタン･リーグ対湘南シーレックス戦の2回第1打席で若田部健一から右腕に死球を受け、右上腕尺骨を骨折。約2か月間欠場したこともあり、二軍で25試合の出場にとどまった。
2005年シーズンは、サンマリンスタジアム宮崎で行われたフレッシュオールスターゲームのメンバーに選ばれ、8番捕手として先発出場。長峰昌司から先制本塁打を打ち、同試合の最優秀選手賞を受賞した。9月3日に一軍へ昇格、9月7日の対西武戦で代打としてプロ初出場を果たし、松坂大輔にライトフライに打ち取られた。9月25日の対オリックス・バファローズ戦では9番捕手として初のスタメン出場・フル出場を果たし、第2打席でジョッシュ・スチュワートから適時打を打ってプロ初安打・初打点を記録、さらにプロ初盗塁も記録した。
2006年シーズンは、献身的なプレーを評価されプロ入り後初めて開幕を一軍で迎える。正捕手だった髙橋信二の故障と不振から、髙橋と併用でスタメン起用されることが増える。5月13日に札幌ドームで行われた対横浜ベイスターズ戦で初本塁打を記録し、これが決勝打となった。5月18日の対阪神タイガース戦では逆転適時打を含む3安打でプロ初の猛打賞を記録した。最終的にレギュラーシーズンは67試合に先発出場した。この年の契約更改では最初に提示された年俸額が現状維持で、その時「日本一に貢献したから俺も上がると思った」「捕手は仕事量が多い割に年俸が少ない」と感じ、流石に金額に不満で1発サインとはいかなかった。一方査定に大きく関わるのは打撃だと、打撃型捕手でない悲哀を感じたという。
プレーオフでは全2試合にフル出場を果たし、完封勝利を含む2試合18イニング1失点のリードで25年ぶりのチームのリーグ優勝に貢献。日本シリーズは4試合に出場し、無安打に終わったがチームは日本一。アジアシリーズでは11月12日のLa Newベアーズとの決勝戦で決勝打となる先制適時打を放ち、アジア制覇に貢献した。
2007年シーズンは、開幕を一軍で迎えたが、正捕手は髙橋信二となり大半が控えでの出場となった。スタメンマスクのほぼ半分がダルビッシュ有とのコンビで、安定したリードを披露し、専用捕手となっていた。43試合に先発出場し、打撃では打率.203と前年から大幅に成績を落とした。
クライマックスシリーズ第2ステージではダルビッシュが先発した2試合で先発出場を果たした。10月18日の第5戦ではダメ押しの適時打で成瀬善久をノックアウトし、日本シリーズ進出に貢献。日本シリーズは4試合出場したが無安打に終わり、チームも日本一を逃した。
オフの12月に視力矯正手術を受けた。12月25日に一般女性と入籍。
2008年シーズンは、3月20日の対千葉ロッテマリーンズ戦でプロ入り後初めて開幕マスクを被り、守ってはダルビッシュを完封勝利へ導き、打っては2安打で決勝点の走者として生還した。髙橋信二、小山桂司に時折スタメンマスクを譲りながらも春から正捕手として出場を続けた。しかし鶴岡の打率が1割台となった7月中旬頃から髙橋の起用が大幅に増えてシーズン終盤まで2人の併用となった。自己最多の97試合に出場し、ダルビッシュ有、ブライアン・スウィーニー、多田野数人の先発時にスタメン起用されることが多かった。
クライマックスシリーズでは、10月19日第3戦で西武先発・帆足和幸との相性から人生初の2番打者として起用され、3回の4得点に繋がる安打、8回の追加点に繋がる犠打など勝利に貢献した。これはプロ野球のポストシーズンで初となる捕手の2番起用となった。
2009年シーズンは、2年連続開幕マスクとなった。髙橋が一塁手にコンバートされ（登録自体は捕手登録のまま）、併用相手は新人の大野奨太となった。8月19日にチーム単位の集団インフルエンザ感染による発熱でその大野とともに離脱し、この間は髙橋や40歳の中嶋がスタメンマスクを被った。10月6日の対西武戦では2回に先制の適時二塁打を打ち、リーグ優勝に貢献した。最終的にレギュラーシーズンでは自己最多となる122試合に出場、83試合に先発出場し、抑え投手・武田久が登板する時には自身も抑え捕手として出場した。
クライマックスシリーズ第2ステージは全4試合に出場して3試合で先発出場。日本シリーズでは全6試合に出場し5試合で先発マスクを被った。シーズン守備率は嶋基宏（.99699）と6糸差の2位（.99693）で、捕逸も2と少なかったことからプロ7年目で初めて三井ゴールデン・グラブ賞を受賞した。球団としては1993年の田村藤夫以来の捕手での受賞となった。
2010年シーズンは、開幕から26打席無安打と打撃不振に陥り、5月まで打率は1割台だったが、6月7日の対横浜戦ではプロ初の1試合4安打、同じく初の2試合連続本塁打を記録するなど調子を上げ、6月は月間62打数18安打の打率.290、3本塁打、11打点を残した。8月17日の対千葉ロッテ戦の2点リード二死一・二塁守備の場面では井口資仁の右翼への打球方向を見て立っていた所、一塁から本塁を狙った今江敏晃の体当たりのようなスライディングにより転倒させられて激高し、あわや乱闘の騒ぎとなった。最終的に83試合で先発マスクを被り、大野の台頭を許した。同年のシーズンオフに建山義紀がテキサス・レンジャーズへ移籍する際、同投手より配球のイロハを教わったことから「他の人が着けるなら自分」と建山が着けていた背番号22への変更を決めた。
2011年シーズンは、2月23日の春季キャンプの守備練習中にぎっくり腰を発症した影響で開幕を二軍で迎える。3月31日のイースタン・リーグ対千葉ロッテ戦で眉間左に自打球を当てて担架で運ばれ、埼玉県内の病院で検査の結果、顔面の陥没骨折と診断され、4月6日に東京都内の病院で修復手術を受けた。5月23日に一軍へ合流し、66試合でスタメンマスクを被った。
クライマックスシリーズファーストステージは10月29日第1戦の延長11回同点の場面から守備で出場したが3失点を喫して敗戦した。同年のシーズンオフの12月4日に2012年度の選手会長に就任することを発表した。
2012年シーズンは、開幕マスクで勝利したが大野と併用起用され、7月上旬の大野の抹消をきっかけに正捕手となった。鶴岡の誕生日である4月11日に北九州市民球場で行われた対ソフトバンク戦では先制打を打ち、八木を3年ぶりの完封勝利に導いた。6月25日に捕手部門のファン投票1位でオールスター選出され、全3試合に出場した。最終的にレギュラーシーズンは94試合でスタメンマスクを被り、途中交代を含めると、116試合に出場。同年のMVPを受賞した吉川光夫とのコンビで最優秀バッテリー賞を初受賞。日本ハムでは1993年金石昭人 - 田村藤夫以来の受賞だった。打撃では打率.266と自己最高の成績を残し、パ・リーグ制覇に貢献した。
クライマックスシリーズファイナルステージは全3試合に出場して無安打。日本シリーズは4試合に出場した。同年のシーズンオフの11月19日に捕手部門でベストナインを初受賞を果たした。11月25日に2013年度も選手会長を留任することが決まった。
2013年シーズンは、開幕マスクで勝利したが、同年も大野と併用起用となった。6月1日の対中日戦で打った2年ぶりの本塁打が新人・大谷翔平の初勝利を援護する逆転弾となった。7月1日に監督推薦でオールスターへ選出され、2試合に出場した。8月10日の対千葉ロッテ戦では11回同点一死三塁の場面で代打起用され、藤岡貴裕からプロ11年目にして初のサヨナラ適時打を打った。8月23日の対オリックス戦では初めて指名打者で先発出場して2打点を挙げた。最終的に76試合に先発出場し（指名打者1試合）、盗塁阻止率はリーグワーストの.188だったものの、打撃では規定未到達ながら自己最高の打率.295で終えた。

### ソフトバンク時代
2013年11月14日にFA宣言を行い、11月30日に福岡ソフトバンクホークスへ移籍することを表明。12月7日に同じくFAで中日ドラゴンズからソフトバンクへ移籍してきた中田賢一と共に入団会見を行い、背番号は8に決まった。年俸は同年と同額の7600万円からの変動制で4年最大総額5億円プラス出来高払いの複数年契約を結んだ（金額は推定）。
2014年シーズンは、1月に第3子が誕生したこともあり家族を札幌に置いての単身赴任となった。細川亨が左肩痛で出遅れ、鶴岡はオープン戦で打率.417と打撃好調だったため開幕後しばらくは併用されたが、細川の復調と自身の深刻な打撃不振が重なり中盤戦からは控えに回る。7月4日の対楽天戦では細川の負傷交代で4回守備からマスクを被り、9回に福山博之からサヨナラ二塁打を打って移籍後初のお立ち台に立った。最終的にレギュラーシーズンは49試合で先発マスクを被り、打撃はシーズン通じて上向かず打率を前年から大幅に下げた。自主トレでスローイングを重点に行った結果、盗塁阻止率はリーグ2位の.390だった。古巣・日本ハムとの試合では4月23日の試合（東京ドーム）で5被弾を喫するなど相性は悪かった。

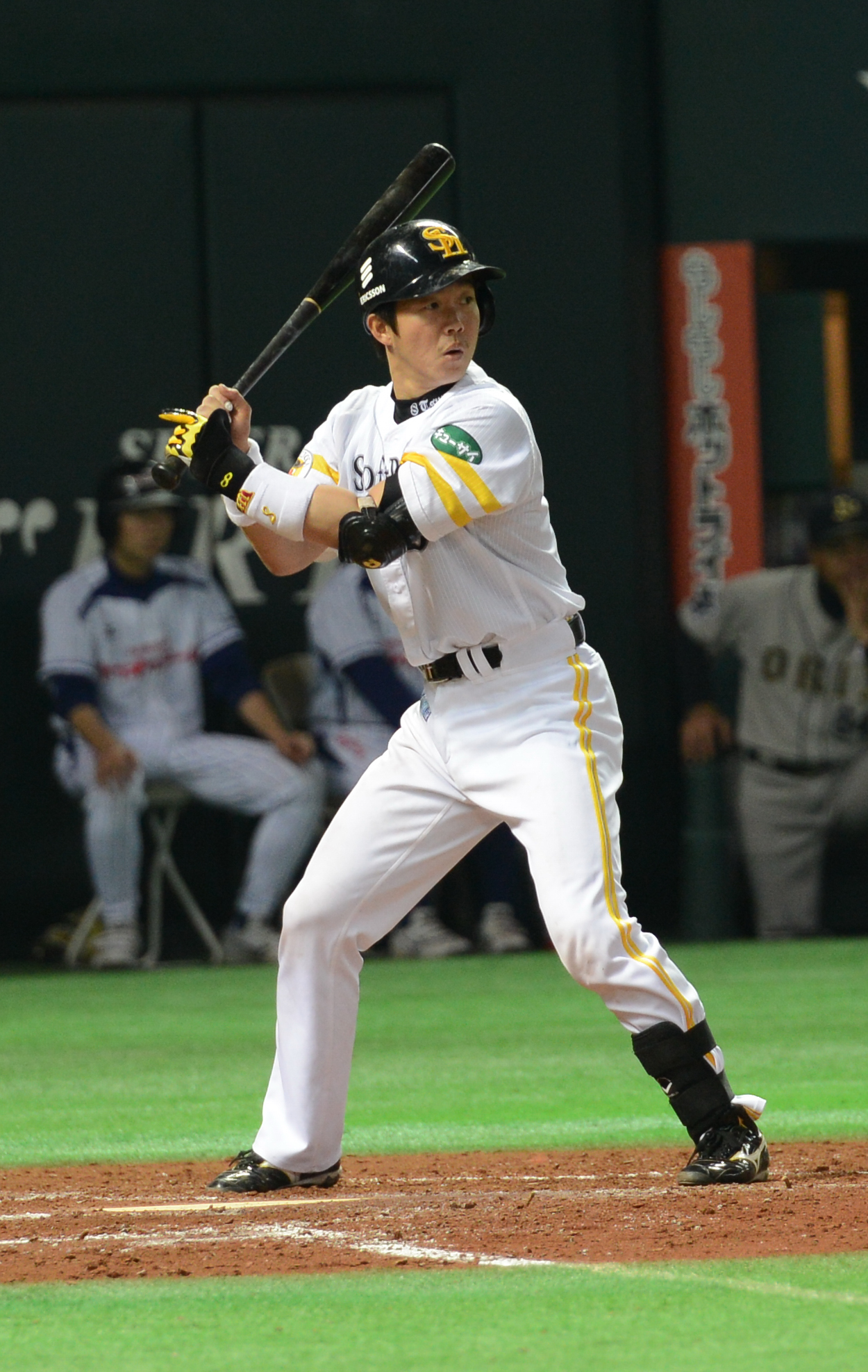
ソフトバンク時代（2014年4月13日　福岡ヤフオク!ドーム）

古巣・日本ハムとのクライマックスシリーズファイナルステージは3試合に途中出場。クライマックスシリーズ後に扁桃炎を発症したこともあり日本シリーズは全試合にベンチ入りしたが出場はなかった。
2015年シーズンは、細川の骨折、髙谷裕亮のインフルエンザ出遅れにより移籍後2年連続の開幕マスクとなった。4月11日の対日本ハム戦では自身の誕生日に故郷・鹿児島県立鴨池野球場でプロ初出場・初安打を記録した。同年は、自身のケガや髙谷の活躍などがあった為、一軍定着後最少となる56試合の出場に留まった。
2016年シーズンから背番号を33へ変更。細川が正捕手争いから脱落し、この年は髙谷と併用されて出場。8月9日のオリックス戦で通算1000試合出場を達成した。レギュラーシーズンでは103試合に出場したが、クライマックスシリーズでの出場はなかった。
2017年シーズンは、細川が楽天へ移籍したが甲斐拓也ら若手捕手が抜擢され、春季キャンプをB組でスタート。レギュラーシーズンでは開幕から一軍に入ったものの、甲斐・髙谷に次ぐ3番手捕手という扱いで、一軍公式戦への出場が29試合（スタメン起用は4試合）にとどまった。横浜DeNAベイスターズとの日本シリーズでは、11月1日の第4戦で濵口遥大から二塁打を打ってノーヒットノーラン達成を阻止した。レギュラーシーズン中の8月22日に海外FA権を再度取得したことから、スタメンでの出場機会を求めて他球団への移籍を決意。チームの日本シリーズ制覇2日後の11月7日にFA権行使を申請するとともにソフトバンクを退団する意向を表明。

### 第二次日本ハム時代
2017年12月18日に古巣・日本ハムへの復帰が発表された。背番号は22。FAで移籍した選手が移籍前の球団にFAで復帰するのは鶴岡がNPB史上初である。
2019年シーズンから一軍バッテリーコーチ兼捕手に就任し、コーチ兼任となった。オリックスとの開幕戦では「8番・捕手」としてスタメン出場した。
2021年シーズンは、一軍での出場が13試合に留まり、11月2日に球団からコーチ専任を打診されていたが、現役続行を希望し、退団した。しかし、12月11日に現役引退を決断したことが表明された。

### 現役引退後
2022年からは北海道放送・テレビ北海道・札幌テレビ・北海道テレビ・GAORA・BS朝日の野球解説者を務めている。
2022年3月6日に行われた古巣・日本ハム対巨人のオープン戦の試合前に引退セレモニーが行われた。鶴岡はプロ入り当初につけた背番号64の旧ユニフォーム姿で登場。関係者やファンに挨拶後は同学年の田中賢介、バッテリーを組んだダルビッシュ有からビデオメッセージが送られた。次にラストキャッチセレモニーが行われ、鶴岡はキャッチャーマスクを被り守備に就くと、かつて共に戦った日本ハムOB軍団が登場。「投手・武田勝、一塁手・稲葉篤紀、二塁手・稲田直人、遊撃手・金子誠、一塁走者・森本稀哲、打者・新庄剛志」。武田の投球に新庄が豪快な空振りを見せると、盗塁を狙った森本を鶴岡が送球で阻止し、拍手が沸き起こった。最後は日本ハムの選手から5回胴上げされ、現役生活の幕を下ろした。
2023年からは道新スポーツの野球評論家を務めている。
2023年に開催された第5回WBCに、日本ハムから派遣された梶原有司とともに日本代表のブルペン捕手として参加し、スタッフとして金メダルを授与された。ブルペン捕手としての参加は、日本ハム時代にも監督を務めていた代表監督・栗山英樹から「侍ジャパン、絶対に優勝したいからブルペン捕手として来てくれないか」と直接のスケジュールの確認があったことによるもの。現役引退から1年、野球解説活動が中心だったことから、投手の球を捕れるかの不安が最初によぎったという。同大会には日本ハム時代にバッテリーを組んだことのあるダルビッシュや大谷も参加。特に現役時代に相性の良かったダルビッシュとの再会については、自身のInstagramで「最高の再会」「彼が2012年にメジャーに挑戦して、僕が2022年で引退して、まさか彼の球をまた受けられる機会が来るとは思ってもみなかった」と綴っている。

## 選手としての特徴
献身的なプレーを心掛けており、「投手に気持ち良く投げさせることがキャッチャーの一番の仕事」だと鶴岡は言い、生きた球を投手に投げて貰う為に投手の投げたい球を中心に配球し、ベテラン打者に対しては感性による読み合いを大事にしている。投手の持ち味を生かした柔軟なリードとインサイドワークに定評がある。ソフトバンクは常勝軍団であったため、「代わりはいくらでもいる」という緊迫感の中でプレーしていたといい、打撃に定評のある捕手でもなかったので出場機会を他の捕手に譲ることのないように1試合ごとに配球は全て記憶して反省材料にしたという。一緒に組んだ投手の中で特に隙のないリードをする投手は攝津正と語っていた一方で、現役時代はそれこそジャンケンのグーとパーだけでサインを作る大雑把な投手までいたと引退後に証言している。
特にダルビッシュ有との相性が良く、安定したリードを披露し、注目を集めた。2011年、プロ野球選手100人が選ぶ現役最強ベストナインの捕手部門で唯一ダルビッシュだけは鶴岡に投票していた。
肩はスピードガンで135km/h前後と決して強くないが、送球動作が速く安定したスローイングに定評がある。2010年、2014年は盗塁阻止率リーグ2位となったが2013年はリーグワーストを記録した。
持ち前の当たり強さを活かしたブロックにも非常に定評があり、捕球とブロックのどちらか一方を優先させるのではなく、バランス良く確実な捕球とブロックの調和が取れる捕手である。
足が遅く、日本ハム時代には監督の梨田昌孝から何度も話題にされた。
通算打率.238と打撃型捕手でないことは自他ともに認める事項であり、「捕手なら相手の配球を読み打ちやすくないのか?」という質問に対しては、打者としては調子の良いシーズンこそバッテリーの心理が分かったが、打撃の悪いシーズンは捕手としての人格と打者としての人格が別物になっていたといい、現役時代の殆どのシーズンで「あわよくば行ったろ!」という考えであったという。
野球用具
日本人では数少ないウイルソンブランドのプロテクターとキャッチャーマスクを使用している。キャッチャーマスクの衝撃吸収スポンジにカーキ色の素材を使用したものを使っていた（日本ハムの場合通常黒色）。

## 人物
愛称は「つるちゃん」など。
日本ハム時代は愛嬌のあるキャラクターで地元ファンの人気も高く、チーム屈指のムードメーカーであった。
前歯が出ており、顔がガチャピンに似ていると言われることがある。2011年2月のキャンプで初対面し、同年同月と2012年6月にガチャピンと鶴岡とのコラボレーション商品が発売された。
三菱重工横浜時代に目標としていた選手は古田敦也。
2歳年下の弟・鶴岡和紘は社会人野球選手で、ポジションも同じく捕手。2020年時点では東邦ガス硬式野球部の選手兼任コーチを務めている。

## 詳細情報

### 年度別打撃成績
| 年 度      | 球 団        | 試 合 | 打 席 | 打 数 | 得 点 | 安 打 | 二 塁 打 | 三 塁 打 | 本 塁 打 | 塁 打 | 打 点 | 盗 塁 | 盗 塁 死 | 犠 打 | 犠 飛 | 四 球 | 敬 遠 | 死 球 | 三 振 | 併 殺 打 | 打 率 | 出 塁 率 | 長 打 率 | O P S |
| ---------- | ------------ | ----- | ----- | ----- | ----- | ----- | -------- | -------- | -------- | ----- | ----- | ----- | -------- | ----- | ----- | ----- | ----- | ----- | ----- | -------- | ----- | -------- | -------- | ----- |
| 2005       | 日本ハム     | 4     | 8     | 8     | 1     | 1     | 0        | 0        | 0        | 1     | 1     | 1     | 0        | 0     | 0     | 0     | 0     | 0     | 1     | 0        | .125  | .125     | .125     | .250  |
| 2006       | 日本ハム     | 76    | 218   | 203   | 18    | 49    | 9        | 1        | 3        | 69    | 21    | 2     | 1        | 11    | 1     | 3     | 0     | 0     | 51    | 5        | .241  | .251     | .340     | .591  |
| 2007       | 日本ハム     | 57    | 146   | 133   | 7     | 27    | 2        | 1        | 0        | 31    | 13    | 0     | 2        | 7     | 1     | 5     | 0     | 0     | 27    | 0        | .203  | .230     | .233     | .463  |
| 2008       | 日本ハム     | 97    | 285   | 248   | 24    | 52    | 14       | 0        | 1        | 69    | 18    | 0     | 1        | 22    | 2     | 12    | 1     | 1     | 49    | 4        | .210  | .247     | .278     | .525  |
| 2009       | 日本ハム     | 122   | 304   | 263   | 25    | 58    | 14       | 1        | 1        | 77    | 29    | 1     | 1        | 17    | 2     | 20    | 1     | 2     | 48    | 6        | .221  | .279     | .293     | .572  |
| 2010       | 日本ハム     | 105   | 284   | 254   | 21    | 60    | 12       | 0        | 3        | 81    | 26    | 0     | 0        | 22    | 3     | 4     | 1     | 1     | 32    | 6        | .236  | .248     | .319     | .567  |
| 2011       | 日本ハム     | 76    | 202   | 185   | 12    | 44    | 9        | 1        | 1        | 58    | 15    | 1     | 2        | 12    | 1     | 3     | 0     | 1     | 24    | 2        | .238  | .253     | .314     | .566  |
| 2012       | 日本ハム     | 116   | 328   | 289   | 22    | 77    | 10       | 1        | 0        | 89    | 25    | 3     | 2        | 23    | 1     | 14    | 0     | 1     | 41    | 11       | .266  | .302     | .308     | .611  |
| 2013       | 日本ハム     | 114   | 276   | 244   | 22    | 72    | 9        | 0        | 2        | 87    | 26    | 1     | 1        | 13    | 1     | 16    | 0     | 2     | 28    | 7        | .295  | .342     | .357     | .699  |
| 2014       | ソフトバンク | 98    | 190   | 162   | 12    | 35    | 4        | 3        | 0        | 45    | 25    | 0     | 2        | 17    | 4     | 7     | 0     | 0     | 23    | 5        | .216  | .243     | .278     | .521  |
| 2015       | ソフトバンク | 56    | 142   | 128   | 7     | 25    | 3        | 1        | 1        | 33    | 9     | 1     | 0        | 5     | 2     | 7     | 0     | 0     | 17    | 2        | .195  | .234     | .258     | .491  |
| 2016       | ソフトバンク | 103   | 263   | 231   | 14    | 58    | 12       | 2        | 2        | 80    | 26    | 1     | 0        | 20    | 1     | 9     | 0     | 2     | 26    | 9        | .251  | .284     | .346     | .630  |
| 2017       | ソフトバンク | 29    | 32    | 28    | 6     | 9     | 0        | 0        | 3        | 18    | 5     | 0     | 0        | 1     | 0     | 3     | 0     | 0     | 3     | 1        | .321  | .387     | .643     | 1.030 |
| 2018       | 日本ハム     | 101   | 260   | 239   | 13    | 58    | 9        | 0        | 2        | 73    | 22    | 1     | 1        | 4     | 0     | 14    | 0     | 3     | 45    | 5        | .243  | .293     | .305     | .598  |
| 2019       | 日本ハム     | 35    | 69    | 62    | 4     | 11    | 2        | 0        | 1        | 16    | 4     | 0     | 0        | 4     | 0     | 3     | 0     | 0     | 13    | 2        | .177  | .215     | .258     | .473  |
| 2020       | 日本ハム     | 18    | 17    | 17    | 0     | 5     | 0        | 0        | 0        | 5     | 2     | 0     | 0        | 0     | 0     | 0     | 0     | 0     | 2     | 0        | .294  | .294     | .294     | .588  |
| 2021       | 日本ハム     | 13    | 20    | 19    | 3     | 5     | 1        | 0        | 0        | 6     | 0     | 0     | 0        | 0     | 0     | 1     | 0     | 0     | 3     | 1        | .263  | .300     | .316     | .616  |
| 通算：17年 | 通算：17年   | 1220  | 3044  | 2713  | 211   | 646   | 110      | 11       | 20       | 838   | 267   | 12    | 13       | 178   | 19    | 121   | 3     | 13    | 433   | 66       | .238  | .272     | .309     | .581  |

### 年度別守備成績
| 年 度 | 球 団        | 捕手  | 捕手  | 捕手  | 捕手  | 捕手  | 捕手     | 捕手  | 捕手     | 捕手     | 捕手     | 捕手     |
| 年 度 | 球 団        | 試 合 | 刺 殺 | 補 殺 | 失 策 | 併 殺 | 守 備 率 | 捕 逸 | 企 図 数 | 許 盗 塁 | 盗 塁 刺 | 阻 止 率 |
| ----- | ------------ | ----- | ----- | ----- | ----- | ----- | -------- | ----- | -------- | -------- | -------- | -------- |
| 2005  | 日本ハム     | 4     | 16    | 0     | 0     | 0     | 1.000    | 0     | 1        | 1        | 0        | .000     |
| 2006  | 日本ハム     | 76    | 365   | 29    | 3     | 1     | .992     | 3     | 53       | 39       | 14       | .264     |
| 2007  | 日本ハム     | 55    | 290   | 33    | 1     | 3     | .997     | 2     | 25       | 16       | 9        | .360     |
| 2008  | 日本ハム     | 95    | 582   | 37    | 1     | 7     | .998     | 4     | 54       | 38       | 16       | .296     |
| 2009  | 日本ハム     | 121   | 612   | 37    | 2     | 11    | .997     | 2     | 63       | 48       | 15       | .238     |
| 2010  | 日本ハム     | 105   | 589   | 37    | 2     | 6     | .997     | 4     | 60       | 40       | 20       | .333     |
| 2011  | 日本ハム     | 75    | 397   | 46    | 1     | 7     | .998     | 5     | 54       | 39       | 15       | .278     |
| 2012  | 日本ハム     | 116   | 608   | 51    | 4     | 4     | .994     | 4     | 65       | 46       | 19       | .292     |
| 2013  | 日本ハム     | 110   | 456   | 51    | 3     | 10    | .994     | 0     | 69       | 56       | 13       | .188     |
| 2014  | ソフトバンク | 98    | 415   | 51    | 2     | 12    | .996     | 3     | 59       | 36       | 23       | .390     |
| 2015  | ソフトバンク | 56    | 287   | 30    | 1     | 7     | .997     | 1     | 51       | 40       | 11       | .216     |
| 2016  | ソフトバンク | 103   | 594   | 49    | 1     | 5     | .998     | 3     | 58       | 51       | 7        | .121     |
| 2017  | ソフトバンク | 24    | 65    | 6     | 0     | 1     | 1.000    | 0     | 8        | 7        | 1        | .125     |
| 2018  | 日本ハム     | 89    | 383   | 41    | 4     | 3     | .991     | 6     | 51       | 36       | 15       | .294     |
| 2019  | 日本ハム     | 33    | 158   | 16    | 2     | 3     | .989     | 2     | 30       | 23       | 7        | .233     |
| 2020  | 日本ハム     | 18    | 51    | 5     | 0     | 0     | 1.000    | 0     | 7        | 6        | 1        | .143     |
| 2021  | 日本ハム     | 12    | 39    | 6     | 0     | 3     | 1.000    | 0     | 4        | 3        | 1        | .250     |
| 通算  | 通算         | 1180  | 5907  | 525   | 27    | 83    | .996     | 39    | 712      | 525      | 187      | .263     |

- 各年度の太字はリーグ最高
- 太字年はゴールデングラブ賞受賞

### 表彰
- ベストナイン：1回（捕手部門：2012年）
- ゴールデングラブ賞：1回（捕手部門：2009年）
- 最優秀バッテリー賞：1回（2012年 投手：吉川光夫）
- フレッシュオールスターゲームMVP：1回（2005年）

### 記録
初記録
- 初出場・初打席：2005年9月7日、対西武ライオンズ18回戦（インボイスSEIBUドーム）、7回表に中嶋聡の代打で出場、松坂大輔から右飛[123]
- 初先発出場：2005年9月25日、対オリックス・バファローズ20回戦（大阪ドーム）、9番・捕手で先発出場[123]
- 初安打・初打点：同上、4回表にジョッシュ・スチュワートから右前適時打[123]
- 初盗塁：同上、4回表に二盗（投手：ジョッシュ・スチュワート、捕手：的山哲也）[123]
- 初本塁打：2006年5月13日、対横浜ベイスターズ2回戦（札幌ドーム）、7回裏に秦裕二から左中間越ソロ[23]

節目の記録
- 1000試合出場：2016年8月9日、対オリックス・バファローズ16回戦（京セラドーム大阪）、8番・捕手として先発出場 ※史上478人目

その他の記録
- オールスターゲーム出場：2回（2012年、2013年）

### 背番号
- 64（2003年 - 2010年）
- 22（2011年 - 2013年、2018年 - 2021年）
- 8（2014年 - 2015年）
- 33（2016年 - 2017年）

### 登場曲
- 『CHANGE』福原美穂（奇数打席、- 2011年）
- 『ONE LIFE』九州男（偶数打席、- 2011年）
- 『未来-ミライ-』福原美穂（2012年 - 2014年）
- 『BEYOND』福原美穂（2015年 - 2016年）
- 『BIRDMAN』FIRE BALL（2017年）
- 『GONE GONE GONE』Phillip Phillips（2018年 - 2021年）

## 関連情報

### 著書
- 超一流の思考法 侍ジャパンはなぜ世界一になれたのか?（2023年9月6日、SBクリエイティブ、ISBN 978-4815622466）[126]

### 現在の出演

#### テレビ中継
- Bravo!ファイターズ - HBCテレビ他系列各社（2022年 - ）
- イチオシ!!ファイターズ - 北海道テレビ（2022年 - 、別途テレビ朝日制作のBS朝日向けにも出演）
- DRAMATIC BASEBALL・GO!GO!ファイターズ - 札幌テレビ放送（2022年 - 、BS日テレとの同時放送分を含む。日本テレビ制作によるBS日テレ・日テレジータス・札幌テレビとの3局ネットの巨人主催分にも出演）
- TVhファイターズ中継 - テレビ北海道（2022年 - 。テレビ東京主導制作分を含む）
- みんスポBASEBALL - 北海道文化放送（2022年9月20日 - [127]、BSフジとの同時放送分や、テレビ新広島などの系列局制作分を含む）
- テレQスーパースタジアム - TVQ九州放送（2023年6月13日 - [128]、BSテレ東との同時放送分を含む）
- GAORAプロ野球中継・日本ハムファイターズ戦 - GAORA（2022年 - ）

#### 中継以外のテレビ番組
- Bravo!ファイターズ - HBCテレビ（2022年 - 、不定期出演）
- F-PARK - 北海道文化放送（2023年 - ）
- 今日ドキッ! - HBCテレビ（2023年4月 - 、月曜レギュラー[129]）

#### ラジオ
- HBCファイターズナイター - HBCラジオ（2022年 - [130]）
- 鶴岡慎也の焚き火トーク - HBCラジオ（2022年4月1日 - [131]）

### 過去の出演

#### CM
- 第22回参議院議員通常選挙（2010年、北海道限定）[132]

### その他

#### MV
- Galileo Galilei「青陽潮」（2025年）[133]